# Mary Hoare
Mary Hoare (* 1744; † 1820) war eine englische Malerin. Sie war die Tochter des Malers William Hoare (1711–1769) und die Schwester von Prince Hoare (1755–1834), der Maler und Librettist war. Ihr Bruder hatte starken Einfluss auf ihr Schaffen.

## Werk und Leben
Mary Hoare ist eine heute weitgehend unbekannte Künstlerin. Sie heiratete Henry Hoare (of Stourhead) im Jahre 1765 und stellte zwischen 1761 und 1764 Arbeiten in der Society of Artists of Great Britain und in der Free Society of Artists aus. Einige von Mary Hoare Pastellen von Genreszenen oder weiblichen Porträts sind im Besitz des National Trust und werden heute in der Gemäldesammlung von Stourhead aufbewahrt.
Viele ihrer heute bekannten Werke befassen sich mit Szenen aus Shakespeares Dramen. Diese Bilder befinden sich im Yale Center of British Art.